# فریکنهاوزن
فریکنهاوزن (به آلمانی: Frickenhausen) یک شهر در آلمان است که در ااسلینگن واقع شده‌است.